# Prémios Autores de 2016
A 7.ª Edição dos Prémios Autores ocorreu a 22 de março de 2016, na Sala Garrett no Teatro Nacional D. Maria II, Portugal. A gala foi apresentada por Mafalda Arnauth e Pedro Lamares e transmitida em direto na RTP2.

## Vencedores
NotaOs vencedores estão destacados a negrito.

### Artes visuais
- Melhor exposição de artes plásticas
  - Helena Almeida:  Minha Obra é o Meu Corpo, o Meu Corpo é a Minha Obra, de Helena Almeida
  - Civilizações de Tipo I, II, III, de Rui Toscano
  - Todos os Livros, de Lourdes Castro

- Melhor trabalho de fotografia
  - Posto de Trabalho de Válter Vinagre
  - Through the Pale Dawn, de Carlos Lobo
  - One's own arena, de José Pedro Corte
- Melhor trabalho cenográfico
  - Pirandello de José Capela
  - O Animador, de Catarina Barros
  - E Morreram Felizes para Sempre, de Rui Francisco e Susana Fonseca

### Cinema
- Melhor argumento
  - Margarida Cardoso, em Yvone Kane
  - Regina Guimarães, em Se Eu Fosse Ladrão, Roubava
  - Miguel Gomes, Mariana Ricardo e Telmo Churro, em As Mil e Uma Noites

- Melhor filme
  - Yvone Kane, de Margarida Cardoso
  - As Mil e Uma Noites, de Miguel Gomes
  - Montanha, de João Salaviza

- Melhor atriz
  - Joana de Verona, em As Mil e Uma Noites
  - Victoria Guerra, em Amor Impossível
  - Beatriz Batarda, em Yvone Kane
- Melhor ator
  - José Mata, em Amor Impossível
  - Gonçalo Waddington, em As Mil e Uma Noites
  - David Mourato, em Montanha

### Dança
- Melhor coreografia
  - Projeto Continuado (2015),  de João dos Santos Martins
  - A Perna Esquerda de Tchaikovski, de Tiago Rodrigues
  - Tábua Rasa, de António M Cabrita, Henriett Ventura, São Castro e Xavier Carmo

### Literatura
- Melhor livro de ficção narrativa
  - O Olhar e a Alma - Romance de Modigliani, de Cristina Carvalho
  - Jacarandá, de Francisco Duarte Mangas
  - Perguntem a Sarah Gross, de João Pinto Coelho

- Melhor livro de poesia
  - A Sombra do Mar, de Armando Silva Carvalho
  - L de Lisboa,  de Ana Marques Gastão
  - Persianas, de Miguel-Manso
- Melhor livro infantojuvenil
  - A Palavra Perdida, escrito por Inês Fonseca Santos, ilustrado por Marta Madureira
  - Eu Quero a Minha Cabeça, escrito por António Jorge Gonçalves
  - A Cantora Deitada, escrito por Sandro William Junqueira, ilustrado por Maria João Lima

### Música
- Melhor trabalho de música popular
  - Chama-me que Eu Vou, de David Fonseca
  - Os Tais, de Carlão
  - Tu e Eu, de Diogo Piçarra

- Melhor trabalho de música erudita
  - José Viana da Mota – À Pátria (Royal Liverpool Philharmonic Orchestra), do maestro Álvaro Cassuto
  - "Concerto na Casa da Música à frente da Banda Sinfónica Portuguesa com obras de Cândido Lima, Lino Guerreiro, Rui Rodrigues, Pedro Lima Soares e Diogo Carvalho", do maestro Pedro Neves
  - "Concerto na Konzerthaus em Berlim com a Jovem Orquestra Portuguesa", do maestro Pedro Carneiro

- Melhor disco
  - Extinct, de Moonspell
  - Quarto Crescente, de Márcia
  - Infinito Presente, de Camané

### Rádio
- Melhor programa de rádio
  - Programa da Manhã, de António Macedo — Antena 1
  - Fila J, de José Carlos Barreto — TSF Rádio Notícias
  - A Vida dos Sons, de Ana Aranha e Iolanda Ferreira — Antena 1

### Teatro
- Melhor espetáculo
  - Demónios, de Nuno Cardoso
  - I Can't Breathe, de Elmano Sancho
  - Morceau de Bravoure, de Companhia Cão Solteiro

- Melhor atriz
  - Sofia Marques, em Lisboa Famosa, Portuguesa e Milagrosa
  - Micaela Cardoso, em Demónios
  - Maria Rueff, em António e Maria

- Melhor ator
  - Miguel Moreira, em Ricardo III
  - Marco d'Almeida, em Macbeth
  - Pedro Frias, em Demónios

- Melhor texto português representado
  - Para uma Encenação de Hamlet, de Jorge Listopad
  - Ifigénia; Agamémnon; Electra, de Tiago Rodrigues
  - Cruzeiro, de Abel Neves

### Televisão
- Melhor programa de informação
  - Sobreviventes, autoria jornalística de Sofia Arêde — SIC Notícias
  - O Amor não Mata, autoria jornalística de Ana Sofia Fonseca — SIC
  - Carta ao meu Avô, autoria jornalística de Sofia Pinto Coelho e João Nunes — SIC

- Melhor programa de ficção
  - Os Maias – Cenas da Vida Romântica, autoria de João Botelho, adaptado da obra homónima de Eça de Queirós, e realização de João Botelho — RTP1
  - A Única Mulher, autoria de Maria João Mira e André Ramalho, com ideia original de José Eduardo Moniz, e realização de António Borges Correia — TVI
  - Coração d'Ouro, autoria de Pedro Lopes e realização de Sérgio Graciano — SIC

- Melhor programa de entretenimento
  - Visita Guiada, autoria de Paula Moura Pinheiro — RTP2
  - Isto É Tudo Muito Bonito, Mas, autoria de José Diogo Quintela, Miguel Góis e Ricardo Araújo Pereira e realização de Luís Salvador — TVI
  - Donos Disto Tudo, autoria de Maria João Cruz, Ana Magalhães Ribeiro, Daniel Leitão, Guilherme Fonseca, Joana Marques, Mário Botequilha, Patrícia Castanheira, Susana Romana, Vítor Elias e realização de Fernando Ávila — RTP1

## Prémios especiais

### Prémio Vida e Obra de Autor Nacional
- Carlos Avilez (encenador)
- Teatro Experimental de Cascais (TEC)

### Prémio Autor Internacional
- CISAC (Confederação Internacional de Sociedades de Autores e Compositores), pelo seu 90.º aniversário, recebeu o prémio o seu diretor-geral, Gadi Oron

### Prémios Melhor Programação Autárquica
- Idanha-a-Nova, pela Música
- Óbidos, pela Literatura